# Inguz
Inguz je dvacátá druhá runa germánského futharku prostého. Vyslovuje se jako české nosové N. Její název (Ing) odpovídá jednomu z Freyových jmen. Vyjadřuje mužskou plodnost. Je to protiklad k runě Pertho. Prameny dále zmiňují ochranu domova a příjemné posezení u krbu. Padne-li Inguz při věštění, signalizuje dokončení rozdělané věci. Může to být např. porod, orgasmus i duchovní osvícení, ale sexuální význam převažuje. Symbol označuje zakončení velkého díla a čas na vychutnání úspěchu. Runa má vztah k Freyovi.
| Germánský futhark prostý | Germánský futhark prostý | Germánský futhark prostý | Germánský futhark prostý | Germánský futhark prostý | Germánský futhark prostý | Germánský futhark prostý | Germánský futhark prostý | Germánský futhark prostý | Germánský futhark prostý | Germánský futhark prostý | Germánský futhark prostý | Germánský futhark prostý | Germánský futhark prostý | Germánský futhark prostý | Germánský futhark prostý | Germánský futhark prostý | Germánský futhark prostý |
| ------------------------ | ------------------------ | ------------------------ | ------------------------ | ------------------------ | ------------------------ | ------------------------ | ------------------------ | ------------------------ | ------------------------ | ------------------------ | ------------------------ | ------------------------ | ------------------------ | ------------------------ | ------------------------ | ------------------------ | ------------------------ |
| Freyův aett              | Fehu                     | Fehu                     | Uruz                     | Uruz                     | Thurisaz                 | Thurisaz                 | Ansuz                    | Ansuz                    | Raido                    | Raido                    | Kaunaz                   | Kaunaz                   | Gebo                     | Gebo                     | Wunjo                    | Wunjo                    |                          |
| Hagalaz aett             | Hagalaz                  | Hagalaz                  | Nauthiz                  | Nauthiz                  | Isa                      | Isa                      | Jera                     | Jera                     | Eihwaz                   | Eihwaz                   | Pertho                   | Pertho                   | Algiz                    | Algiz                    | Sowulo                   | Sowulo                   |                          |
| Týrův aett               | Teiwaz                   | Teiwaz                   | Berkana                  | Berkana                  | Ehwaz                    | Ehwaz                    | Mannaz                   | Mannaz                   | Laguz                    | Laguz                    | Inguz                    | Inguz                    | Othila                   | Othila                   | Dagaz                    | Dagaz                    |                          |